# 운용로 (청도 경산)
운용로(Unyong-ro)는 경상북도 청도군 금천면 운문댐삼거리에서 경산시 용성면을 잇는 도로이다.

## 주요 경유지
경상북도
- 청도군 (운문면 - 금천면) - 경산시 (용성면)

## 노선
| 이름          | 접속 노선              | 소재지 | 소재지 | 비고 |
| ------------- | ---------------------- | ------ | ------ | ---- |
| 운문댐삼거리  | 국도 제26호선 (청려로) | 청도군 | 운문면 |      |
| 한내고개      |                        | 청도군 | 금천면 |      |
| 소천교        |                        | 청도군 | 금천면 |      |
| 미산교        |                        | 경산시 | 용성면 |      |
| 원효로와 직결 |                        |        |        |      |